# 捷爾納瓦河

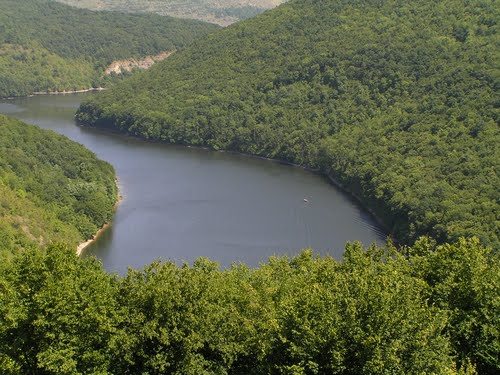

捷爾納瓦河（羅馬化：Ternava）是烏克蘭的河流，位於該國西部赫梅利尼茨基州，屬於德涅斯特河的左支流，發源自科索希爾卡以南，河道全長62公里，流域面積381平方公里。

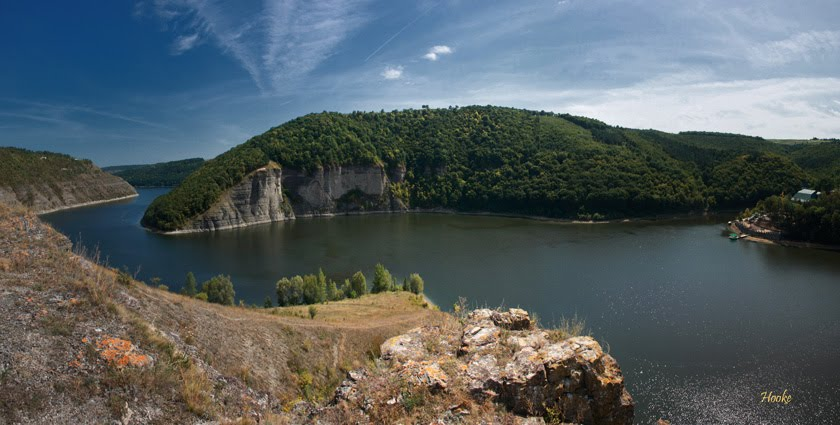

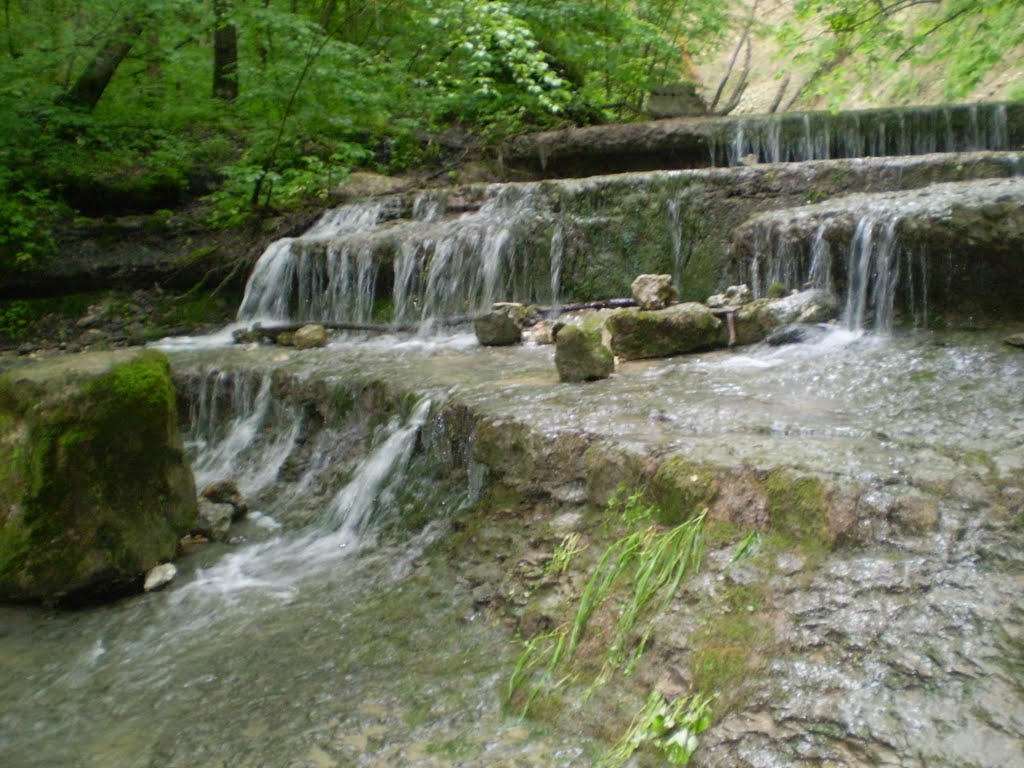

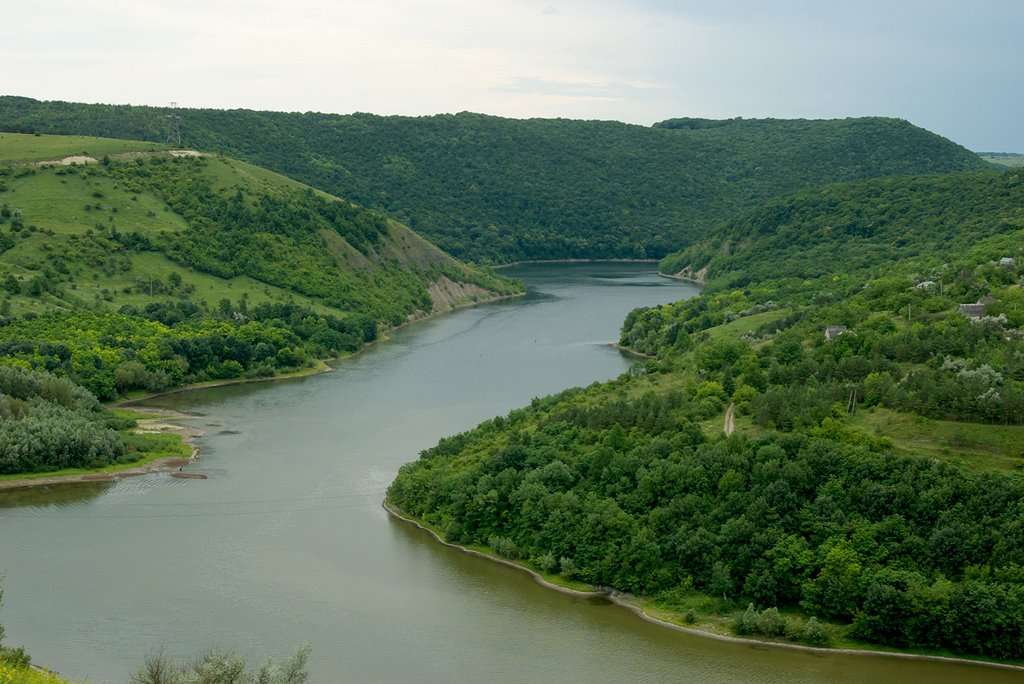

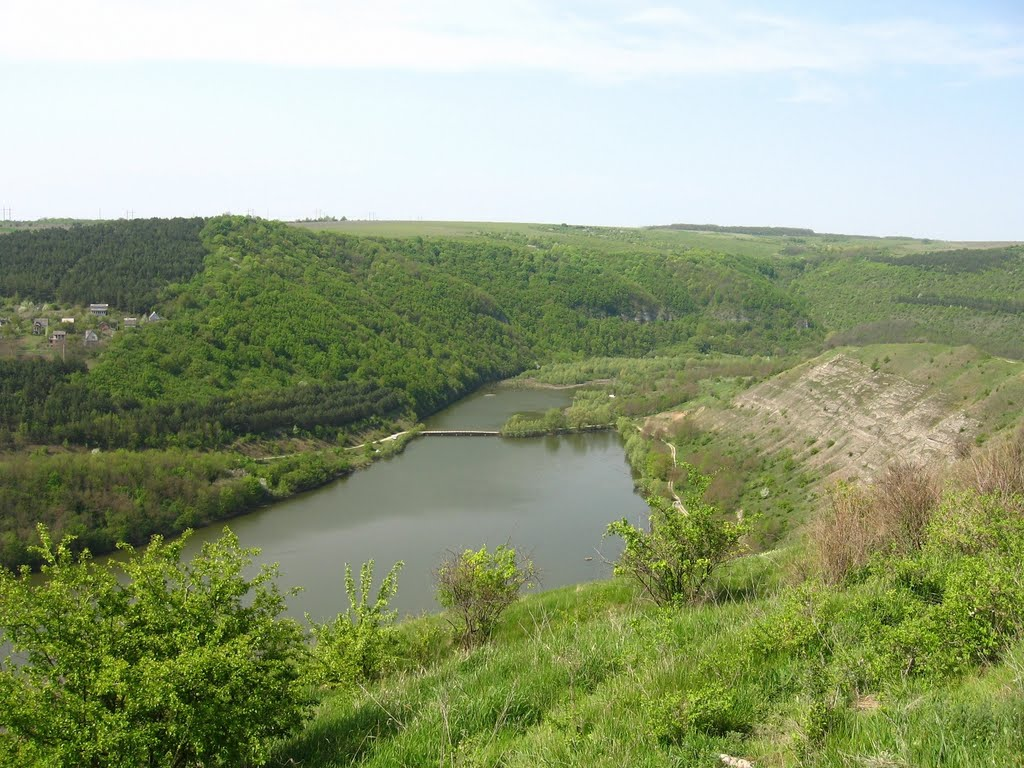